# Мнестер
Мнестер (дав.-гр. Μνήστηρ; d. 48 р. н. е.) був відомим актором — пантомімою, який процвітав за часів правління римських імператорів Калігули (37–41 рр. н. е.) і Клавдія (41–54 рр. н. е.). Калігула дуже захоплювався Мнестером. Светоній пише, що «по відношенню до всіх, хто був улюбленцем [Калігули], його поведінка була божевіллям. Він цілував актора-пантоміма Мнестера навіть посеред ігор. І якщо під час виступу Мнестера хтось створював найменший шум, він витягнув його з місця і відшмагав його самого».
Світоній зазначає, що вбивство Калігули було передбачене виконанням Мнестером трагедії, створеної трагіком Неоптолем. Ця ж п'єса виконувалася під час ігор, коли загинув цар Філіп Македонський.
Під час правління Клавдія, наступника Калігули, Мнестер зберіг прихильність імператорського двору. Мнестер був одним із коханців Поппеї Сабіни Старшої (матері імператриці Поппеї) Клавдія, а згодом став коханцем імператриці Мессаліни (дружини Клавдія). У Мессаліни була відлита з бронзи статуя Мнестра. Спочатку він відкидав залицяння Мессаліни, але потім вона переконала проникнути в його серце. Мнестер став її коханцем після того, як Мессаліна переконала свого чоловіка наказати Мнестеру виконувати всі бажання Мессаліни. Після того, як Гай Силій став фаворитом Мессаліни, Мнестер був одним із тих, хто брав участь у змові Мессаліни з метою вбити Клавдія та зробити Сілія новим імператором. Його стратили за участь у 48 році нашої ери. Ім'я Мнестера було в списку подружніх зрад Мессаліни, коли вони нарешті були розкриті, і через побоювання, що Мнестер буде страчений, ця інформація була прихована від Клавдія. «Клавдій, мабуть, пощадив би актора, але його вільновідпущеники переконали його, що Мнестер заслуговує на смерть разом з іншими».
Його зіграв Ніколас Амер у серіалі 1976 року «Я, Клавдій» і Рік Паретс у фільмі «Калігула» 1979 року.